# جون دبليو. هوبر
جون دبليو. هوبر (بالإنجليزية: John W. Huber)‏ هو محامي أمريكي، ولد في 1967 في سولت ليك في الولايات المتحدة.